# Louis Jérôme Reiche
Pour les articles homonymes, voir Reiche.
Louis Jérôme Reiche est un entomologiste français, né le 20 décembre 1799 à Gorinchem, Pays-Bas et mort le 16 mai 1890 à Neuilly-sur-Seine.

## Biographie
Louis Jérôme Reiche fait de nombreux voyages en Europe et rassemble une riche collection d’insectes, principalement de coléoptères. Il fait paraître 65 articles scientifiques et participe à la fondation de la Société entomologique de France dont il assurera à six reprises la présidence. Marchand et manufacturier à Paris, il souffre de pertes sévères lors de la guerre de 1870, il doit alors vendre sa collection et sa bibliothèque.

## Sources
- Edward Oliver Essig (1931). A History of Entomology. Mac Millan (New York) : vii + 1029 p.
- Jean Gouillard (2004). Histoire des entomologistes français, 1750-1950. Édition entièrement revue et augmentée. Boubée (Paris) : 287 p.